# Antico Pastificio Benedetto Cavalieri
L'Antico Pastificio Benedetto Cavalieri è un'azienda fondata nel 1872 e diventata pastificio nel 1918 a Maglie. L'azienda produce vari formati di pasta secca di diverse varietà di grano duro, lavorata ed essiccata con il metodo delicato.

## Storia
L'attività imprenditoriale della famiglia Cavalieri risale al 1872, con la coltivazione di campi di frumento a grano duro e successivamente attuata con la commercializzazione di molini per la molitura a freddo del grano.
Nel 1918 Benedetto Cavalieri, nato a Fasano (BR) nel 1879, si trasferisce a Maglie dove inaugura il "Molino e Pastificio Benedetto Cavalieri", per la produzione di pasta a qualità artigianale di grano duro.
Attualmente il pastificio è gestito dall'omonimo nipote del fondatore, coadiuvato da suo figlio, che mantiene a tutt'oggi i vecchi metodi di lavorazione della pasta dal 1918.

## Lavorazione della pasta

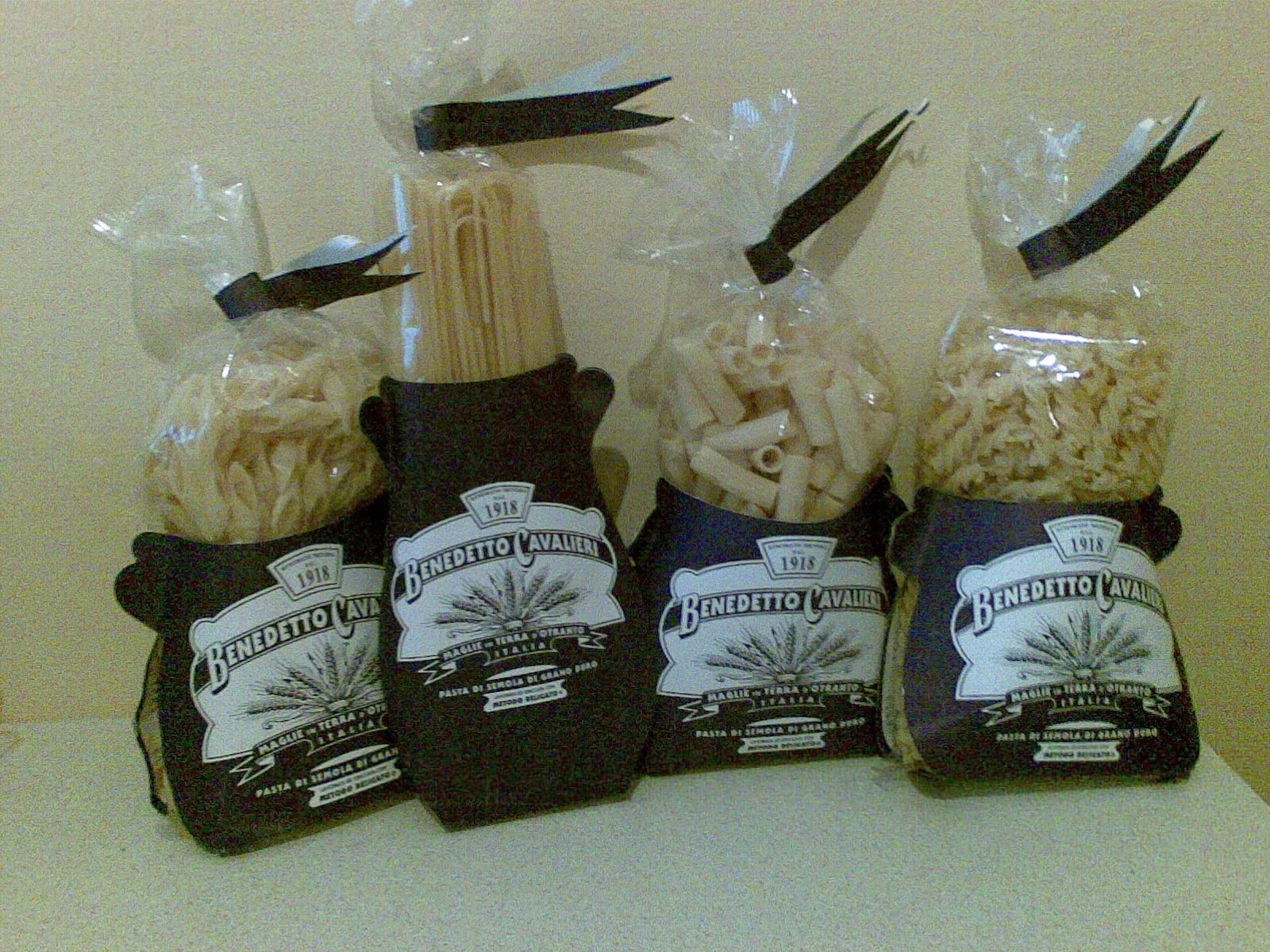
Diversi formati di pasta Cavalieri.

Il metodo di lavorazione delle miscele di semole di grandi duri selezionati, strettamente artigianale, viene chiamato "delicato", vista la lunga e prolungata lavorazione ed impastatura, seguita da una lenta pressatura e trafilatura, e per la successiva l'essiccazione a bassa temperatura.
La trafilatura della pasta avveniva mediante trafile in bronzo che ancora ai giorni nostri vengono utilizzate dal pastificio salentino.

### Prodotti particolari
Lo "spaghettone" (formato classico di tradizione con diametro 2,5 mm, lunghezza di almeno 110 cm e tempo di cottura di 16 minuti) e le "Ruote pazze" (rotelle), sono caratterizzate da una particolare essiccazione, con una temperatura dell'aria della camera di essiccazione che arriva fino ad un massimo di 54 °C e una durata di 44 ore, rispetto alle 3 ore delle paste industriali.

### Biodinamica
Il pastificio ha ottenuto negli ultimi anni l'utilizzo del marchio Demeter per la produzione di pasta con grano da coltivazioni biologiche e biodinamiche.

## Premi e riconoscimenti
- Oscar al Fancy Food Show [10][11], manifestazione organizzata dalla "National Association for the Specialty Food Trade".
- Dal 2005, il pastificio è sede didattica dell'Università di Scienze Gastronomiche di Pollenzo, tenendo stage tematici sulla pasta.[12]

## Vendita e distribuzione
I prodotti del pastificio Benedetto Cavalieri non sono presenti nel mercato della grande distribuzione, ma si possono acquistare direttamente nella sede di produzione a Maglie, in piccole botteghe di specialità artigianali  o su Internet.
La pasta Benedetto Cavalieri viene anche esportata in Australia e negli Stati Uniti.